# Embrace (amerykański zespół muzyczny)
Embrace – amerykańska grupa muzyczna grająca emo.

## Historia
Zespół był krótkotrwałym projektem muzyków wywodzących się z grup Minor Threat i The Faith. Działał w Waszyngtonie od lata 1985 do wiosny 1986. Od jego muzyki prasa utworzyła termin emotional hardcore (w skrócie "emocore" lub "emo"), który był odrzucany od samego początku przez członków zespołu. W skład Embrace wchodzili: wokalista Ian MacKaye (Minor Threat) oraz muzycy wywodzący się z zespołu jego brata Aleca (The Faith): gitarzysta Michael Hampton, basista Chris Bald oraz perkusista Ivor Hanson. 
W listopadzie 1985 oraz w lutym 1986 grupa nagrała w studiu "Inner Ear" pod okiem Dona Zientary materiał, który został wydany na albumie Embrace w 1987 – okresie, kiedy Embrace już nie istniał. 
Po rozwiązaniu Embrace, MacKaye utworzył z byłym perkusistą Minor Threat Jeffem Nelsonem, duet Hunt Egg. Bald przeszedł do Ignition, a Hampton do One Last Wish (z Hansonem spotkał się jeszcze w 1992 w Manifesto).

## Muzycy
- Ian MacKaye – śpiew
- Michael Hamptom – gitara
- Chris Bald – gitara basowa
- Ivor Hanson – perkusja

## Dyskografia
- Embrace (1987)